# معدل الفائدة السنوي
معدل الفائدة السنوي  أو الفائدة السنوية في علم الاقتصاد (بالإنجليزية:annual interest rate) هو الفائدة السنوية التي يحصل عليها المصرف من عميل عن مبلغ اقترضه المدين من المصرف.
وتصنف الفائدة السنوية إلى تصنيفين:
- معدل الفائدة الاسمية
- معدل الفائدة الفعلية

وكلاهما يمكن حساب فائدته السنوية  من الفائدة التي يعطيها المصرف على الودائع الموجودة لديهِ لمدة يوم أو شهر، وبصفة خاصة يصدر البنك المركزي في الدولة بيان عن معدل الفائدة الاسمية اليومية. ويجب التفرقة بين ذلك الصنفين.

## اقرأ أيضا
- ادخار
- درجة الجدارة
- تاريخ الاستحقاق
- سعر الفائدة
- فائدة
- تزايد
- التأجير التمويلي
- عائد خالي من المخاطرة
- قيمة وقتية للنقود
- ربا
- معدل الفائدة الاسمية
- معدل الفائدة الفعلية
- مردود الاستثمار
- الحد الأدنى للعائد
- تخصيص الأموال
- حجم الأعمال (اقتصاد)